# Liste der Naturdenkmale in Fisch (Saargau)
Die Liste der Naturdenkmale in Fisch nennt die im Gemeindegebiet von Fisch ausgewiesenen Naturdenkmale (Stand 3. Juni 2024).

## Ehemalige Naturdenkmale
| Nr. | Bezeichnung          | Lage                                                    | Beschreibung                                             | Bild                                    |
| --- | -------------------- | ------------------------------------------------------- | -------------------------------------------------------- | --------------------------------------- |
|     | Buchen am Jägerkreuz | östlich des Ortes an der K 126; Abteilung Im Sabel Lage | Fagus sylvatica, drei Bäume; Rechtsverordnung aufgehoben | Direkt Bild zu diesem Denkmal hochladen |
|     | Birnbaum             | südwestlich des Ortes; Flur Diedrichs Kreutz Lage       | Pyrus communis; Rechtsverordnung aufgehoben              | Direkt Bild zu diesem Denkmal hochladen |